# A Taste of Honey (chanson)
Pour les articles homonymes, voir A Taste of Honey.
A Taste of Honey est une chanson populaire écrite par Bobby Scott et Ric Marlow.

## Origines de la chanson
En 1960, Bobby Scott compose tout d’abord la musique qui constitue le thème principal (en trois parties) de la pièce de théâtre A Taste of Honey, de Shelagh Delaney. La même année, le morceau interprété par son compositeur est publié sur Atlantic. Au cours de l'année 1962, Martin Denny, ainsi que le Victor Feldman Quartet, en enregistrent leurs propres versions, et obtiennent chacun un succès modéré. Cependant, la version de Denny lui vaut un Grammy Award pour le meilleur thème instrumental. Une autre version instrumentale connaît plus de succès en 1965, avec Herb Alpert & The Tijuana Brass (A&M). La pièce instrumentale atteint la 7e place du Billboard, et l’ensemble reçoit trois Grammy Awards : un pour le meilleur disque de l’année, un autre pour le meilleur arrangement musical et un troisième pour la meilleure prestation musicale (excluant le jazz). Larry Levine, l’ingénieur du son, reçoit également un Grammy pour la prise de son (excluant le classique).
En 1962, Ric Marlow ajoute des paroles à la musique de Scott, et Lenny Welch enregistre la première version chantée de A Taste of Honey, laquelle est publiée le 17 septembre 1962, sous l’étiquette Cadence.
La chanson aura une traduction française sous le titre d'Un homme est venu.

## Version des Beatles
Pistes de Please Please Me
Do You Want to Know a Secret There's a Place
En ce qui concerne la version des Beatles, A Taste of Honey est la 12e chanson de l’album Please Please Me (la 5e sur la face 2 de la version microsillon). Cette chanson apparaît sur les maxis Twist and Shout et Souvenir of Their Visit to America ainsi que dans les albums américains Introducing... The Beatles et The Early Beatles.
Une petite variante du texte original apparaît dans la version du groupe anglais. Lorsque publiée par Welsh en septembre de l'année précédente, le premier vers, «A taste of honey, a taste much sweeter than wine» sera modifié tout au long de la chanson à «...tasting much sweeter than wine».
Elle sera aussi enregistrée à huit reprises dans les studios de la BBC. On retrouve, sur l'album compilation Live at the BBC publié en 1994, la version enregistrée le 10 juillet 1963 et diffusée le 23 du même mois à l'émission Pop Go The Beatles

### Session d'enregistrement

#### Musiciens
- Paul McCartney : voix principale, basse
- John Lennon : chœurs, guitare
- George Harrison : guitare
- Ringo Starr : batterie

#### Équipe technique
- producteur : George Martin
- Ingénieurs du son : Richard Langham, Norman Smith

#### Dates
- 11 février 1963 : enregistrement de 7 prises.
- Version finale : prise 7.

### Cette chanson apparaît dans les albums suivants
- Please Please Me (1963)
- Twist and Shout (maxi) (1963)
- Introducing... The Beatles (version de Please Please Me aux US) (1964)
- Souvenir of Their Visit to America (maxi américain) (1964)
- The Early Beatles (compilation) (1965)
- Live! at the Star-Club in Hamburg, Germany; 1962 (bootleg non-officiel) (1977)
- Live at the BBC (en direct de la BBC) (1994)
- The Beatles Bootleg Recordings 1963 (prise 6 et en direct de la BBC) (2013)

#### Publication en France
La chanson arrive en France en octobre 1963 sur la face B d'un 45 tours EP (« super 45 tours »), accompagnée  de Twist And Shout ; sur la face A figurent She Loves You et Do You Want to Know a Secret. La photo de la pochette est de Fiona Adams (en), identique à celle du EP britannique Twist and Shout,.

## Autres reprises
Plus de 250 versions de A Taste Of Honey ont été enregistrées. Voici une liste partielle des artistes l'ayant interprétée (versions chantées ou instrumentales), en excluant ceux déjà mentionnés :
- Acker Bilk
- Andy Williams
- Arthur Fiedler and the Boston Pops
- Barbara Lewis
- Barbra Streisand
- Bobby Darin
- Brenda Lee
- Chet Atkins
- Chet Baker
- Cliff Richard
- Dalida (Je crois mon cœur)
- Don Ho
- Duke Ellington & His Orchestra
- Emerson, Lake and Palmer (dans la réédition de leur premier album homonyme)
- Engelbert Humperdinck
- Esther Phillips
- Floyd Cramer
- The Four Freshmen
- Herb Alpert & The Tijuana Brass
- The Hollies
- Jackie Gleason
- Johnny Mathis
- Johnny Rivers
- Julie London
- The Kingston Trio
- Les Baxter
- Les Brown
- Liberace
- Lionel Hampton
- Mel Carter
- Nada (In paese è festa)
- Nana Mouskouri (Un homme est venu)
- Pat Boone
- Patricia Barber
- Paul Desmond Quartet
- Peggy Lee
- Peter and Gordon
- Piers Faccini sur l'album Autour de Chet (2016)[5]
- Ray Anthony
- The Ray Conniff Singers
- Roger Whittaker
- Roger Williams
- Quincy Jones
- The Supremes
- The Temptations
- Tom Jones
- Tony Bennett
- Sarah Vaughan
- The Ventures
- Vera Lynn
- Vicky Leandros (Un homme est venu)
- Vince Guaraldi
- Wess & The Airedales
- Woody Herman